# Andy Taylor
Andy Taylor (ur. 16 lutego 1961 w Tynemouth) – brytyjski gitarzysta muzyki pop.

## Życiorys
Grać na gitarze rozpoczął w wieku 11 lat, gdy miał 16 grał już z lokalnymi zespołami. Wcześnie porzucił szkołę i z wieloma grupami grał w Anglii i w Europie w klubach oraz bazach wojskowych.
W 1980 r. przystąpił do zespołu muzycznego Duran Duran jako najbardziej doświadczony muzyk. Jednak nie był zadowolony z przewagi syntezatorów, gdy sam preferował ostrzejszą muzykę. W trakcie przerwy w działalności Duran Duran wziął udział razem z basistą Johnem Taylorem w projekcie the Power Station. 1985 r. zakończył udziałem w Live Aid. Z zespołem Duran Duran ostatecznie rozstał się w trakcie sesji nagraniowej płyty Notorious.
W późniejszym okresie nagrał solowe płyty Thunder (1987) oraz Dangerous (1990).
Współpracował z wieloma muzykami, m.in. z gitarzystą nieistniejącego już zespołu punkrockowego Sex Pistols Steve’em Jonesem, Belindą Carlisle, Robertem Palmerem oraz był producentem dla Roda Stewarta.
W 1997 r. ponownie wziął udział w projekcie the Power Station.
W 2001 r. przystąpił ponownie do zespołu Duran Duran, z którego odszedł jesienią 2006 r. w czasie trasy koncertowej po USA. Podobno był niezadowolony z perspektywy współpracy z Timbalandem, wolał bowiem, aby zespół powrócił do brzmienia w stylu new romantic.